# Festival de Cine Mudo de Pordenone
El Festival de Cine Mudo de Pordenone (del italiano: Le Giornate del Cinema Muto) es un festival de cine mudo celebrado cada año a principios de octubre en Pordenone, una ciudad italiana del nordeste. Es el primero, el mayor y más importante festival internacional dedicado exclusivamente al cine mudo. Está organizado por la Cineteca del Friuli.

## Historia y desarrollo
El festival comenzó en 1982 cuando estudiantes y miembros de un club de cine presentaron una retrospectiva de 3 días de las películas del cómico francés Max Linder. El grupo de organizadores de los primeros años incluía a, Lorenzo Codelli, Piero Colussi, Andrea Crozzoli, Luciano De Giusti, Livio Jacob, Carlo Montanaro, Piera Patat, Mario Quargnolo, Davide Turconi y Paolo Cherchi Usai. Desde esta primera edición, a la que acudieron sólo 8 visitantes de fuera de la región, ha devenido en un festival de 8 días con la participación de 900 asistentes registrados que ven películas desde las 9 de la mañana hasta la medianoche. En un año normal, el festival muestra alrededor de 200 películas proveídas por 40 o más ﬁlmotecas internacionales y coleccionistas privados. En un año extraordinario, como el 100.º aniversario del cine —1995— el festival mostró 600 películas. Las películas se proyectan en una pantalla enorme con proyectores capaces de cualquier ajuste de obturador, de velocidad y de abertura de máscara. La gran mayoría de las películas se presentan con música en vivo.

## Música
La mayor parte de las más de 90 horas de música requerida cada año está a cargo de un cuerpo de pianistas internacionales formado por Neil Brand, Günther Buchwald, Phil Carli, Antonio Coppola, Stephen Horne, Donald Sosin, John Sweeney y Gabriel Thibaudeau. Por lo general, cada película se acompaña de la improvisación de un piano. A veces, el pianista toca sin haber visto la película de antemano. En otras ocasiones se presentan arreglos musicales propios de la época del film, actuales o experimentales, tal vez con la ayuda de músicos adicionales como el multinstrumentista Romano Todesco o el percusionista Frank Bockius.
La forma adecuada para el acompañamiento musical del cine mudo es una discusión perenne en el festival. Por lo menos, los pianistas habituales parecen estar de acuerdo en estos principios: 
- 1.º Música en vivo es mejor que la música grabada porque transforma el estreno en un espectáculo único y emocionante. También el músico puede ajustar la ejecución al estado de ánimo de la audiencia.[10]
- 2.º La música debe funcionar como un puente que conecta la audiencia moderna con la antigua película. Se puede tender un puente sobre las lagunas del gusto, la historia, la moral, la moda y las costumbres, para ayudar a la audiencia moderna a no reírse del melodrama y mirar en silencio una comedia.[9]
- 3.º La música debe apoyar la película siguiendo los mejores deseos del director ya que el músico puede intuirlos. (La película no debe ser sólo una decoración escénica para una actuación musical).[11]
- 4.º Los sonidos diegéticos (efectos sonoros relacionados directamente con sonidos sugeridos por la película) deben utilizarse con moderación y cuidado. La misión del músico no es transformar la película muda en una película sonora.[9]

Además del acompañamiento de los pianistas, el festival presenta varios espectáculos nocturnos con orquestas, pequeños grupos o grandes solistas que interpretan la música especíﬁcamente compuesta para las películas mudas. Actuaciones notables han incluido ejecuciones de composiciones de Neil Brand, Günter Buchwald, John Cale, Philip Carli, Yves de la Casinière, Charles Chaplin, Antonio Coppola, Carl Davis, John M. Davis, John Lanchbery, Paul Lewis, Wim Mertens, Maud Nelissen, Betty Olivero, Horacio Salinas, Dmitri Shostakóvich, Jeffrey Silverman, Giovanni Spinelli y Kensaku Tanikawa. Entre los directores de orquesta se encuentran Gillian B. Anderson, Timothy Brock, Carl Davis, Mark Fitz-Gerald, Hugh Munro Neely y Maud Nelissen con los artistas de FVG Mitteleuropa Orchestra, Orchestra San Marco di Pordenone, European Silent Screen Virtuosi, The Ukulele Orchestra of Great Britain, Orchestra Sinfonica del Friuli Venezia Giulia, l'Octuor de France, The Prima Vista Social Club, The Alloy Orchestra y también se destacan los solistas Michael Nyman y Giuni Russo.

## Publicación
Después del festival, el catálogo anual bilingüe italiano/inglés de las películas es útil como una obra de referencia —a veces la única referencia— de las películas que han sido olvidadas por más de 100 años. Del mismo modo, la mayoría de las grandes retrospectivas del festival están acompañadas por publicaciones que se convierten en textos esenciales para el estudio del cine mudo. Una selección de ejemplos destacados incluye The Grifﬁth Project (12 volúmenes describen más de 600 películas por D. W. Grifﬁth); Walt Disney's Silly Symphonies; Dziga Vertov and the Twenties; Edison Motion Pictures, 1890-1900; Incunabula of the Motion Picture, 1420- 1896; Silent Cinema in India, 1912-1934; The Silent Films of Walt Disney; Georges Méliès Filmmaker and Magician; German Cinema, 1895-1920; Russian Films, 1908-1919; Le origini del cinema in Scandinavia, etcétera.

## Educación
En 1999, le Giornate inició el Collegium Sacilense, un proyecto de educación informal que da doce becas a estudiantes internacionales. El Collegium Sacilence les da "la oportunidad de conocer y aprender de expertos en Historia del cine y conservación de películas". El objetivo es "contribuir a la formación de una nueva generación —misioneros para el próximo siglo y el tercer milenio— equipada para continuar el trabajo de promoción de la comprensión de la herencia cultural única de la imagen en movimiento".
En 2003, le Giornate comenzó la Escuela de Música e Imagen, una semana de formación para pianistas que culmina en una actuación pública durante los últimos días del festival. Estas clases magistrales pueden ser observados por los asistentes registrados del festival.
Por último, en 2007 el festival y la asociación de cine Cinemazero introdujeron un programa para niños de las escuelas de Pordenone llamado “Golpear una nota”. Cada año, después del curso, los escolares componen música para dos películas mudas. La recompensa por su arduo trabajo es ejecutarla enfrente de sus padres y el público internacional del festival.

## Programación
En la lista siguiente, las grandes retrospectivas son las primeras y las siguientes son selecciones de otras presentaciones. El festival comenzó mostrando retrospectivas múltiples en 1992. Las obras completas de D. W. Griffith se mostraron en el transcurso de los años 1997 a 2008.
- 1982: Retrospectiva de Max Linder; comedias de André Deed (Cretinetti), Ferdinand Guillaume (Polidor) y Charles Chaplin.
- 1983: Retrospectiva de Mack Sennett; Christus, Unknown Chaplin.
- 1984: Retrospectiva de Thomas H. Ince; Metrópolis, Nosferatu, el vampiro.
- 1985: Retrospectiva de cómicos mudos italianos; espectáculo de linterna mágica, Consuelita, Der Letzte Mann, The Docks of New York, Queen Kelley,  Una mujer de París (A Woman of Paris), Beggars of Life.
- 1986: Retrospectiva de los pioneros del cine escandinavo; An Unseen Enemy, The Wind.
- 1987: Retrospectiva de Vitagraph; Roscoe Arbuckle, Gloria Transita, El gran desfile (The Big Parade), Lady Windermere's Fan.
- 1988: Retrospectiva del camino a Hollywood, 1911-1920; cine mudo yugoslavo, Tabu, Traffic in Souls, Way Down East, Hell Bent.
- 1989: Retrospectiva de las películas rusas 1908-1919; Regeneration, Luces de la ciudad (City Lights).
- 1990: Retrospectiva de cine alemán 1895-1920; Intolerancia (Intolerance), Hands Up, Thais, Wenn Vier Dasselbe Tun.
- 1991: Retrospectiva del legado de Cecil B. De Mille; Carmen, Joan the Woman, The Cheat, Miss Lulu Bett, El rey de reyes (The King of Kings), The Strong Man.
- 1992: Retrospectivas de las películas de la Compañía Eclair, las películas mudas de Walt Disney, Frank Borzage, La Komiya Colección de Tokio; El séptimo cielo (7th Heaven), Cenere, Gardiens de Phare, Mary Pickford, Mabel Normand, Oliver Hardy.
- 1993: Retrospectivas de que sucedió en 1913, El cine mudo en Australia y Nueva Zelanda, Rex Ingram, Charley Chase; La Femme de Nulle Part, Monte-Christo, Lirios rotos (Broken Blossoms).
- 1994: Retrospectivas de comediantes estadounidenses olvidados, Monta Bell & William Wyler, cine mudo en la India 1913-1934, La Cineteca Nazionale (Italia) presenta; Lonesome, Hell's Heroes, The Unknown.
- 1995: Retrospectivas de cine chino 1922-1938, Max and Dave Fleischer, Henry King, Israel antes de que Israel, La Cinemateca francesa presenta, El Alan Roberts Colección del Archivo Cinematográfico de Nueva Zelanda; Un gran espectáculo de linterna mágica y fantasmagoría, El hombre de la cámara (Chelovek s kinoapparátom), Les Beautés de Québec, Als Ich Tot War, La quimera del oro (The Gold Rush).
- 1996: Retrospectivas de películas soviéticas 1918-1924, Herbert Brenon, Gregory La Cava animador, dinamismo Magyar, archivo UCLA presenta; Peter Pan,  La Tumba India (Das Indische Grabmal), Beau Geste.
- 1997: Retrospectivas de la compañía Edison 1890-1900, Maurice Elvey, Münchner Filmmuseum selecciona, homenaje a Alberto Cavalcanti, cien años de boxeo en el cine, Proyecto Griffith (antes de 1909); El nacimiento de una nación (The Birth of a Nation), El mundo perdido (The Lost World), The Jazz Singer,
- 1998: Retrospectivas de la compañía Fox, Gabriele D'Annunzio, películas de y sobre Escocia; Proyecto Griffith (1909), El caballo de hierro (The Iron Horse), La huelga (Strike).
- 1999: Retrospectivas de cinema nórdico a través la década 20, Alfred Hitchcock, Erich von Stroheim; Juha, The Kid Brother.
- 2000: Retrospectivas de Louis Feuillade, cine vanguardista alemán de los 20, Walter Lantz, El mundo en 1900, Las maravillas de la Biograph; Speedy, Walther Ruttmann.
- 2001: Retrospectivas de cine mudo japonés, 0scar Michaeux, Mitchell & Kenyon; Napoleón de Abel Gance, Finis Terrae, Was ist los im Zirkus Beely?, East Side, West Side, Un monstruo (Orochi), Una página de la locura (Kurutta Ippeiji).
- 2002: Retrospectivas de señoras graciosas, la vanguardia italiana, cinema mudo suizos, Jenö Janovics, Lucio D’Ambra, la colección Desmet.
- 2003: Retrospectivas de Merian C. Cooper e Ernest B. Schoedsack, Ivan Mosjoukine, cinema muto thailandese, hermanos Manaki, principios de cine y vuelo; Visages d'enfants, Napoli che canta.
- 2004: Retrospectivas de Dziga Vértov, cine británico de los años 20, cine de Fort Lee, El maquinista de La General (The General), Tillie's Punctured Romance, El legado tenebroso (The Cat and the Canary).
- 2005: Retrospectivas del cine japonés, André Antoine, el mundo romántico de Elinor Glyn, Baby Peggy y Jackie Coogan; Au bonheur des dames, Crainquebille, The Sentimental Bloke, L'Hirondelle et la Mésange, El demonio y la carne (Flesh and the Devil), La letra escarlata (The Scarlet Letter).
- 2006: Retrospectivas de Silly Symphonies de Walt Disney, películas de la compañía Nordisk Films, Cabiria, Thomas H. Ince, magia y cine; Way Down East, True Heart Susie, El hombre mosca (Safety Last!), El húsar de la muerte, Klovnen, La Batalla del Somme (The Battle of the Somme), La Princesa de las Ostras (Die Austernprinzessin).
- 2007: Retrospectivas del otro Weimar, René Clair, Ladislas Starewitch, Filmoteca Nacional Húngaro, Nederlands Filmmuseum, cine americanos promocionales; Las dos huérfanas (Orphans of the Storm), Entreacto, À propos de Nice, recreaciones cinematográficas de Garibaldi, Die Büchse der Pandora, Paris que duerme (Paris qui dort ), Un sombrero de paja de Italia (Un chapeau de paille d'Italie), Chicago.
- 2008: Retrospectivas de las comedias francesas 1915-1929, Alexander Shiryaev, Hollywood del río Hudson, películas mudas de W. C. Fields, película como historia: el terremoto de Messina y la Primera Guerra Mundial; Gorriones (Sparrows), Les Nouveaux messieurs, Gribiche, Bardelys the Magnificent, La Roue.
- 2009: Retrospectivas de la compañía Albatros, cineteca de yugoslavia, divas del cine mudo, Sherlock y otros detectives; La vedova allegra (The Merry Widow), J'Accuse, Carmen, El Golem (Der Golem).
- 2010: Retrospectivas de los tres maestros de la compañía Shochiku (Shimazu, Shimizu, Ushihara), tres carreras soviéticas (Room, Kalatozov, Push), payasos francés 1907-1914; El navegante (The Navigator), Le Miracle des Loups, Fiebre de Ajedrez (Shakhmatnaya Goryachka), Alas (Wings), El acorazado Potemkin (Bronenósets Potiemkin), Pescadores a la Deriva (Drifters), Robín de los bosques (Robin Hood), La noche de la venganza (Haevnens Nat).
- 2011: Retrospectivas de Dmitri Shostakóvich y la Fábrica del Actor Excéntrico (FEKS), cine italiano retrospectiva y descubrimiento, cine de Georgia, películas europeas de Mihály Kertész (Michael Curtiz), películas expedición a la Antártida; The White Shadow, La nueva Babilonia (Novyy Vavilon), The Wind, El circo (The Circus), Charlot en la Calle de la Paz (Easy Street), La casa eléctrica (The Electric House), El abrigo (Shinel), Sur (South), Flor de Capricho (Mantrap), Asfalto (Asphalt).
- 2012: Retrospectivas de Charles Dickens en el cine mudo, el cine mudo de Anna Sten, la compañía Selig Polyscope, animación de cine alemán, los cuentos de W. W. Jacobs; La pasión de Juana de Arco (La Passion De Jeanne D’Arc), La mujer ligera (A Woman of Affairs), The Patsy, La mujer de los gansos (The Goose Woman), Bajo la máscara del placer (Die Freudlose Gasse), The Girl with a Hatbox.